# Würzburg liest ein Buch
Würzburg liest ein Buch ist ein seit 2014 im Zweijahres-Rhythmus jeweils im April stattfindendes Lesefest in Würzburg und der Region Mainfranken.

## Hintergrund
Organisiert wird es vom Verein Würzburg liest e.V. Die Initiative zur Städteleseaktion ging vom örtlichen Buchhandel aus, der zusammen mit örtlichen Autoren, Schauspielern und Literaturliebhabern eine Arbeitsgemeinschaft und den Verein gegründet hat. Ziel der Aktion ist es, jährlich ein Buch zum Gesprächsstoff und zum Gemeinschaftserlebnis für alle Menschen der Stadt Würzburg zu machen. Die Anregung hierzu kam von Projekten, die unter der Leitidee „Eine Stadt liest ein Buch“ seit 2002 in Städten wie Hamburg, Potsdam und Bad Hersfeld realisiert worden waren. Zum Programm gehören etwa 100 öffentliche Veranstaltungen, darunter Lesungen, Ausstellungen, Führungen sowie Film- und Theateraufführungen. Die bisher ausgewählten Romane von Autoren des 20. Jahrhunderts wurden unter dem Aspekt ausgewählt, dass sie mit der Identität der Stadt Würzburg zu tun haben. Ein Schulwettbewerb lädt Schüler aller Schularten zur Auseinandersetzung mit der ausgewählten Literatur ein.

## Zur Buchauswahl
Bei der Auswahl wurden bisher gezielt Bücher von Autoren in den Fokus gerückt, deren Leben und Schicksal eine engere Beziehung zu Würzburg aufweist oder die in ihren Büchern historische Fakten aus der Geschichte Würzburgs aufgearbeitet haben. Von den Büchern sollte sich weniger das literarisch orientierte Fachpublikum als eine breite Öffentlichkeit angesprochen fühlen. In literarisch-kritischer Auseinandersetzung mit aktuellen Zeitfragen sollten die Leser zu eigenen Stellungnahmen angeregt werden.
Leonhard Frank, dessen Bücher von den Nazis verbrannt worden waren, beschreibt in seinem nach Kriegsende erschienenen Buch Die Jünger Jesu „die furchtbare Nachkriegszeit anhand vieler einzelner Schicksale sehr eindringlich. Bücher wie dieses rufen diese Zeit, die nicht vergessen werden sollte, wieder in Erinnerung.“  Dabei hatte sich Frank selber, der 1950 nach 17 Jahren Exil wieder in seine Heimatstadt Würzburg zurückgekehrt war, „wie ein Handlungsreisender“ gefühlt, „dessen Ware nichts taugt“, weil „die junge Bundesrepublik von ihm nichts wissen will.“ Mit seinem Buch Die Jünger Jesu hatte er nämlich „in ein Wespennest gestochen“.  Themen wie Shoa und Entnazifizierung erregten – und erregen bis heute – viele seiner Gegner.
Mehrere Handlungsstränge sind zu einem Tableau verwoben: Würzburg 1946: Eine Bande Jugendlicher bestiehlt die Reichen und verteilt die knappen Güter an die Bedürftigsten, die in den Ruinen der zerstörten Stadt leben, während eine rivalisierende Gruppe versucht Vergangenes wiederzubeleben. Die Tochter eines Täters verliebt sich in einen amerikanischen Soldaten. Eine Jüdin kehrt traumatisiert in die Heimatstadt zurück und sucht Rache am Mörder ihrer Eltern. Dieser Thematik haben sich Schulen und Arbeitsgruppen geöffnet. So zeigte beispielsweise der Förderverein Bahnhofsmission „in beeindruckender Weise auf, wie viel die „Jünger Jesu“ mit der Arbeit der Bahnhofsmission zu tun haben.“
Von ähnlicher Aktualität wie Franks Darstellung ist auch Jakob Wassermanns Buch Der Aufruhr um den Junker Ernst. Die fränkische Landschaft um Würzburg, die Geschichte der Hexenverfolgung in Würzburg und seine eigene Ausgrenzung als Jude in Deutschland hat Wassermann in der 1926 entstandenen Novelle durch seine Erzählkunst zu einer spannenden Geschichte verdichtet. Leitideen wie Erzählen als Kunst, Widerstand gegen Vorurteile und Überwinden von Ignoranz haben ein auch heute noch immer aktuelles Buch entstehen lassen. Der Autor Jakob Wassermann – laut Thomas Mann ein Fabulierer von Geblüt und Instinkt: „Keiner unter uns ist wie er“ – war „einer der bedeutendsten und erfolgreichsten Schriftsteller vor 1933. Seine Romane landeten auf den Scheiterhaufen der NS-Bücherverbrenner. Wassermann ist eine Wiederentdeckung wert.“ Außer den bereits bewährten Aktivitäten in den Schulen kam es im Rahmen der Leseaktion zu literaturwissenschaftlichen Vorträgen, die 2017 in Buchform publiziert wurden.
Mit dem Buch von Jehuda Amichai Nicht von jetzt, nicht von hier steht ein weiteres Buch im Mittelpunkt von „Würzburg liest ein Buch“, welches bisher kaum bekannt war und auf seine Entdeckung wartet. Rechtzeitig zum Veranstaltungsbeginn legte ein Würzburger Verleger eine preiswerte Neuausgabe vor. Die Handlung spielt in Würzburg, der Zeitpunkt: 1959. Der israelische Archäologe Joel macht sich, getrieben von der Sehnsucht nach der Stadt seiner Kindheit und von Rachegedanken, auf den Weg in seine Geburtsstadt Würzburg. Oder bleibt er doch in Jerusalem, um sich in die Liebe zur Amerikanerin Patricia zu verlieren? Hinter der literarischen Person des Joel lässt sich unschwer der 1924 in Würzburg geborene Dichter Jehuda Amichai erkennen, der sich mit der Geschichtsvergessenheit im Deutschland zur Zeit des Wirtschaftswunders wie auch im jungen Staat Israel auseinandersetzt. Amichai entwirft in den Erinnerungspassagen ein stimmungsvolles Bild jüdischen Lebens in Würzburg vor der Shoah. Die beiden in Würzburg und Jerusalem spielenden  Erzählstränge machen in ihrer engen Verwobenheit deutlich: Die Vergangenheit lässt sich nur bewältigen, indem man sie in die Gegenwart integriert.
Auch 2020 ist es Ziel der geplanten Lese-Campagne, einen „vergessenen Autor und sein Werk ins Bewusstsein der Bürger in Stadt und Region bringen“. Der 1891 in Würzburg geborene jüdische Schriftsteller Max Mohr lebte bis zu seiner durch den Nationalsozialismus ausgelösten Emigration nach Shanghai (1934) als Arzt und Autor in München, Wolfsgrub am Tegernsee und Berlin. Mit insgesamt fünf Romanen und zwölf erfolgreichen Theaterstücken zählte er zu den bekannten Autoren der Weimarer Republik. Sein letzter Roman Frau ohne Reue handelt von der Situation einer Frau zwischen der Einsamkeit der Berge und der Großstadt. Es ist offensichtlich, dass sich Mohr in der Person des Gelehrten Paul Fenn, der hochfliegende Pläne nicht realisieren kann und schließlich bei einer Klettertour in den Alpen stirbt, selbst porträtiert hat. Im Klappentext der 1933 im S. Fischer Verlag erschienenen Erstausgabe heißt es: „Mohrs Menschen leben alle mit einem Urdunklen hinter sich. Sie folgen auf ihren Wegen einem Drang aus dem Unbewussten. Es ist die Angst, das Gefühl des Abgeschnittenseins, das aus der Ebbe, dem Leersein der Welt kommt, was sie auf rastlose Wanderungen treibt. Sie fliehen vor den Falschheiten der Zeit.“ Es ist nicht von der Hand zu weisen, solche Gedanken vor dem Hintergrund des politischen Erdrutsches vom 30. Januar 1933 zu sehen, und so stellen die Veranstalter von „Würzburg liest ein Buch“ die berechtigte Frage: „Unterscheidet sich unsere heutige Welt von der im Deutschland des Jahres 1933 wirklich so stark, wie wir es uns wünschen würden? Wie sieht es heute aus mit dem Verhältnis der Geschlechter, der Stellung des Menschen in der technisierten Welt und nationalen Tendenzen in der Bevölkerung?“
Obwohl es im Werk von Elisabeth Dauthendey Romane, Novellen und Märchen gibt, wurde vom Veranstalter für das Jahr 2023 eine speziell für den Anlass aus dem Gesamt-Œuvre zusammengestellte Werkauswahl ins Blickfeld gerückt, damit „eine Würzburger Schriftstellerin in ihrem ganzen Schaffen von einer breiten Öffentlichkeit wiederentdeckt“ werden kann, die „im ersten Drittel des 20. Jahrhunderts eine nicht unbedeutende Rolle im literarischen und gesellschaftlichen Leben Deutschlands spielte.“ Elisabeth Dauthendey, die Halbschwester von Max Dauthendey, wurde 1854 in St. Petersburg geboren und kam 1864 als junges Mädchen nach Würzburg, wo sie bis zu ihrem Tod im Jahr 1943 lebte, als Lehrerin und Autorin wirkte und sich als Frauenrechtlerin engagierte. So publizierte sie zahlreiche Texte zur Rolle der Frau in der wilhelminischen Gesellschaft und engagierte sich auf Vereinsebene für die Rechte von Frauen. Ihre Romane, Essays, Novellen, Märchen und Gedichte wurden ab dem Anfang des 20. Jahrhunderts in hohen Auflagen veröffentlicht. Als „Halbjüdin“ eingestuft, drohten ihr ab 1933 Berufsverbot und Verfolgung. Die letzten Lebensjahre waren deshalb von erheblicher finanzieller Not gekennzeichnet.

## Bisherige Veranstaltungen
| Jahr | Buchtitel                       | Autor                | Jahr der Erstausgabe |
| ---- | ------------------------------- | -------------------- | -------------------- |
| 2014 | Die Jünger Jesu                 | Leonhard Frank       | 1949                 |
| 2016 | Der Aufruhr um den Junker Ernst | Jakob Wassermann     | 1926                 |
| 2018 | Nicht von jetzt, nicht von hier | Jehuda Amichai       | 1992 (Hebr.:1963)    |
| 2020 | Frau ohne Reue                  | Max Mohr             | 1933                 |
| 2023 | Das Weib denkt                  | Elisabeth Dauthendey | 1894–1976            |